# Lonchaea scutellaris
Lonchaea scutellaris is een vliegensoort uit de familie van de Lonchaeidae. De wetenschappelijke naam van de soort is voor het eerst geldig gepubliceerd in 1874 door Rondani.